# Бискарос
Бискарос (фр. Biscarrosse) насеље је и општина у југозападној Француској у региону Аквитанија, у департману Ланд која припада префектури Мон де Марсан.
По подацима из 2011. године у општини је живело 12.631 становника, а густина насељености је износила 78,71 становника/km². Општина се простире на површини од 160,48 km². Налази се на средњој надморској висини од 26 метара (максималној 78 m, а минималној 0 m).

## Демографија
| 1962. | 1968. | 1975. | 1982. | 1990. | 1999. | 2011.  |
| ----- | ----- | ----- | ----- | ----- | ----- | ------ |
| 3.048 | 7.159 | 8.058 | 8.065 | 9.054 | 9.281 | 12.631 |

График промене броја становника у току последњих година